# 方便水库
方便水库是中国江苏省南京市溧水区境内的一座水库，位于二干河上，建于1959年。水库正常库容为2084万立方米，集雨面积为77平方千米，海拔为25.7米。